# 丁汝昌寓所
丁汝昌寓所，位于山东省威海市环翠区刘公岛，为全国重点文物保护单位“刘公岛甲午战争纪念地”之一。现隶属中国甲午战争博物馆，辟为丁汝昌纪念馆。

## 简介
丁汝昌寓所位于北洋海军提督署以西200米处，为北洋海军提督丁汝昌的官邸，又称“小丁公府”。丁汝昌寓所建于1888年。北洋海军成军后，丁汝昌携家眷上刘公岛定居，在此居住六年。1988年作为“刘公岛甲午战争纪念地”之一被公布为全国重点文物保护单位。
丁汝昌寓所由由中区、西区、东区三个区组成，总占地面积近2万平方米。
中区包括前花园、寓所主体建筑、后花园三部分，占地面积7000平方米。1987年移交地方文物部门管理后修复开放。
- 寓所主体建筑：砖木结构，坐北朝南，仿照丁汝昌在安徽省巢湖汪郎中村的故居布局，分为左、中、右三个跨院。西跨院是内寓，东跨院是侍从住房，中跨院是丁汝昌办公及会客场所。中院和东、西院之间有圆门连通。中跨院是四合院式，带有正厅、东西厢房、倒厅，院内西侧有株上百年历史的紫藤是丁汝昌亲手种植。如今陈列有丁汝昌使用过的部分家什、字画。大门两侧的门房如今辟为介绍丁汝昌生平的展室[2][1]。
- 前花园：前花园正中正对大门处，立有一尊高3.80米的丁汝昌铜像，是面朝大海的丁汝昌手捧兵书。前花园东西两侧原先各有一座六角攒尖顶凉亭，毁于战火，1989年在原址上复原[2][3]。

西区前部大门及倒座是丁汝昌寓所原有建筑。1998年6月，西区辟为北洋海军将士纪念馆，占地面积近3000平方米。纪念馆馆名由叶飞题写。院内增建一座“北洋海军将士名录墙”，长18.88、总高3米，刻有包括洋员在内的北洋海军将士600多人的姓名。